# توماس رابرتسون
توماس رابرتسون (انگلیسی: Thomas Robertson; 1875 – ۸ دسامبر ۱۹۲۳) بازیکن فوتبال اهل اسکاتلند بود. وی در پست دفاع در اوایل قرن بیستم برای باشگاه‌های لیورپول و استوک سیتی بازی می‌کرد.
از باشگاه‌هایی دیگری که در آن بازی کرده‌است می‌توان به باشگاه فوتبال هیبرنین و باشگاه فوتبال میلوال اشاره کرد.